# Шольц-Клинк, Гертруда
Ге́ртруда Шольц-Клинк (нем. Gertrud Scholtz-Klink; урождённая Гертруда Эмма Тройш (нем. Gertrud Emma Treusch), 9 февраля 1902, Адельсхайм, Баден — 24 марта 1999, Тюбинген-Бебенхаус) — лидер (рейхсфюрерин) Национал-социалистической женской организации (нем. Nationalsozialistische Frauenschaft, NSF).

## Биография
Родилась в семье чиновника топографической службы в Адельсхайме (Баден). В браке от первого мужа Фридриха Клинк родила шестерых детей. В 1929 году по примеру мужа вступила в НСДАП, где начала заниматься пропагандистской работой среди женщин. В марте 1930 года её муж умер.
Вскоре её усилия были отмечены руководством, в октябре 1930 года она была назначена гауляйтером дочерней организации НСДАП в Бадене — Немецкого женского ордена. Спустя год ей поручили возглавить отделение женской организации «Национал-социалистические женщины» в гау Баден, а затем — в гау Гессен. В 1932 году она вышла замуж за ландрата Гюнтера Шольца.
После прихода к власти в Германии НСДАП карьера Гертруды Клинк-Шольц быстро пошла вверх. Покровительство ей оказывал имперский наместник в Бадене Роберт Вагнер. В 1933 году Вагнер назначил её референтом по женским вопросам в баденском министерстве внутренних дел. В 1934 году Клинк-Шольц стала имперской руководительницей Национал-социалистической женской организации, главой её дочерней организации «Немецкие женщины» (Deutsches Frauenwerk) и имперского женского союза Германского Красного Креста (ДРК). Кроме того, она возглавила женский отдел Германского трудового фронта (ДАФ) и непродолжительный период была руководительницей Добровольной женской службы труда (ДФАД). Организации проводили различную воспитательную работу среди женщин.
В 1935 году Шольц-Клинк стала членом Экспертного комитета по демографической и расовой политике при Министерстве внутренних дел. Комитет был основным консультативным органом в этой области. В 1936 году Шольц-Клинк создала отдел «расовой политики» в организации «Немецкие женщины». С 1935 года эксперты (такие, как глава Бюро расовой политики нацистской партии) проводили инструктаж
руководителей Национал-социалистической женской организации на эту тему в Берлинском университете политических наук. Членами Национал-социалистической женской организации и организации «Немецкие женщины» не могли быть еврейки и больные женщины («неизлечимо больные» и страдавшие умственными расстройствами). В ноябре 1936 года Шольц-Клинк была награждена «Золотым почётным знаком НСДАП».

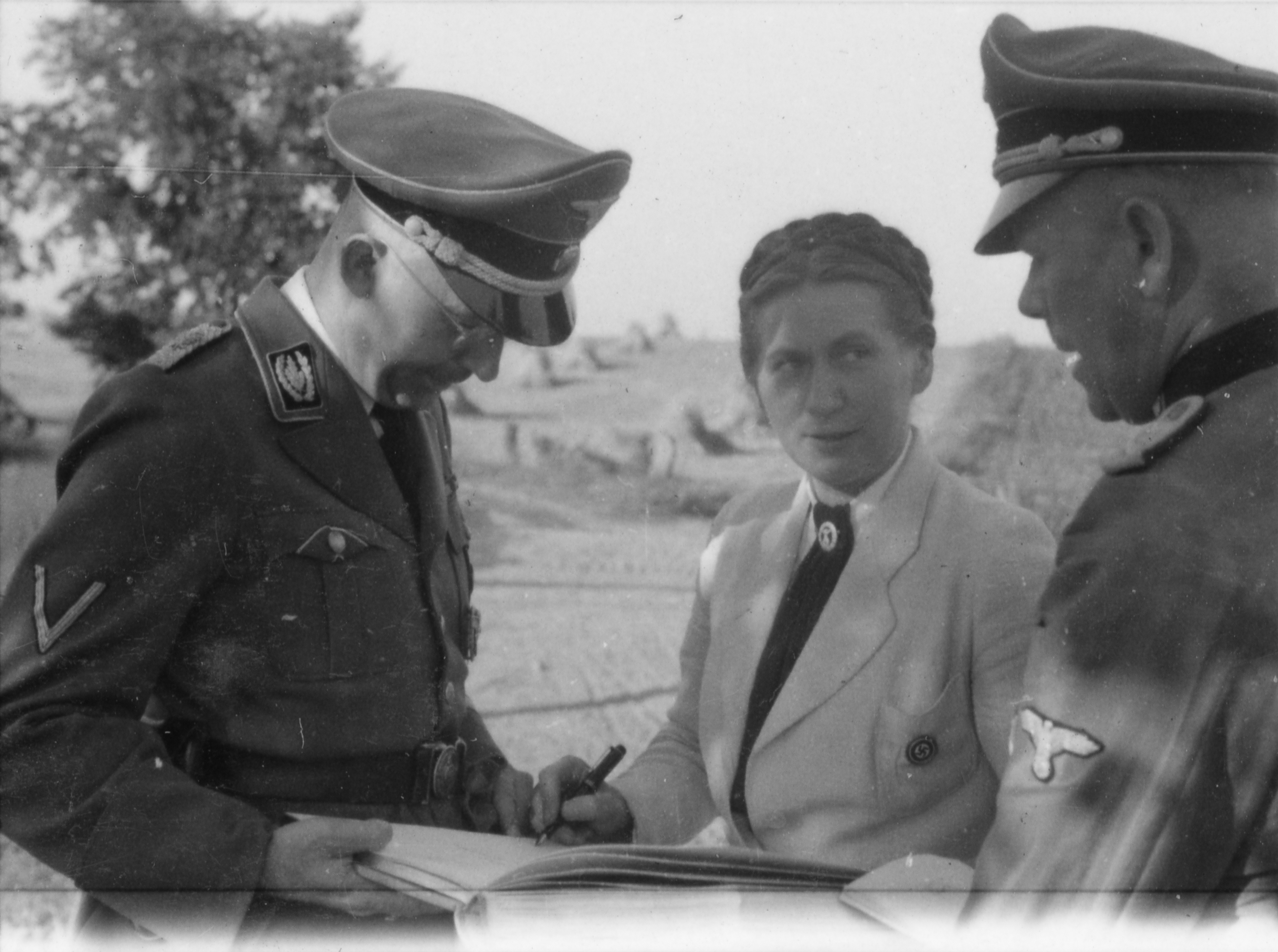
Гертруда Шольц-Клинк и Генрих Гиммлер, август 1943 г.

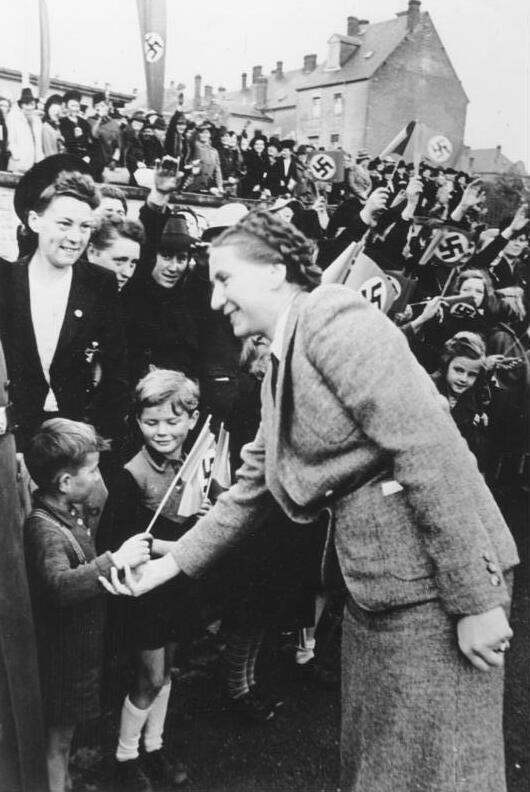
Гертруда Шольц-Клинк на встрече с женщинами Люксембурга. 21 октября 1941 г.

В 1938 году Шольц-Клинк развелась с мужем и через два года вступила в третий брак с обергруппенфюрером СС Августом Хайсмайером. Хайсмайер был инспектором элитных нацистских школ-интернатов в Пруссии и отцом шестерых детей.

## После войны
Шольц-Клинк с Хайсмайером во время штурма Берлина сбежали из столицы, но летом 1945 года были задержаны в советском лагере для военнопленных под Магдебургом, откуда вскоре сбежали. С помощью немецкой принцессы Паулины Вюртембергской пара поселилась в Бебенхаузене рядом с Тюбингеном, где следующие три года они прожили под именами Генриха и Марии Штукенброк. 28 февраля 1948 года супруги были опознаны и арестованы. 14 апреля того же года французский военный суд приговорил Гертруду к 18 месяцам в тюрьме по обвинению в подделке документов. 5 мая 1950 года её приговор был пересмотрен и она была дополнительно приговорена к 30 месяцам трудового лагеря и денежному штрафу. На 10 лет она лишилась прав работать учителем и журналистом, а также полностью была лишена политических и избирательных прав.
В 1953 году освободилась и вернулась в Бебенхаузен. С 1953 года до своей смерти в 1999 году Шольц-Клинк проживала под Тюбингеном. Активно выступала с пропагандой нацистских идей. В 1978 году выпустила книгу «Женщина в Третьем рейхе».

## Труды
- «Женщина в Третьем рейхе» (нем. Die Frau im Dritten Reich). — Тюбинген, 1978.